# Palacio de cabo de armería

Portada del Libro de Armería del Reino de Navarra.

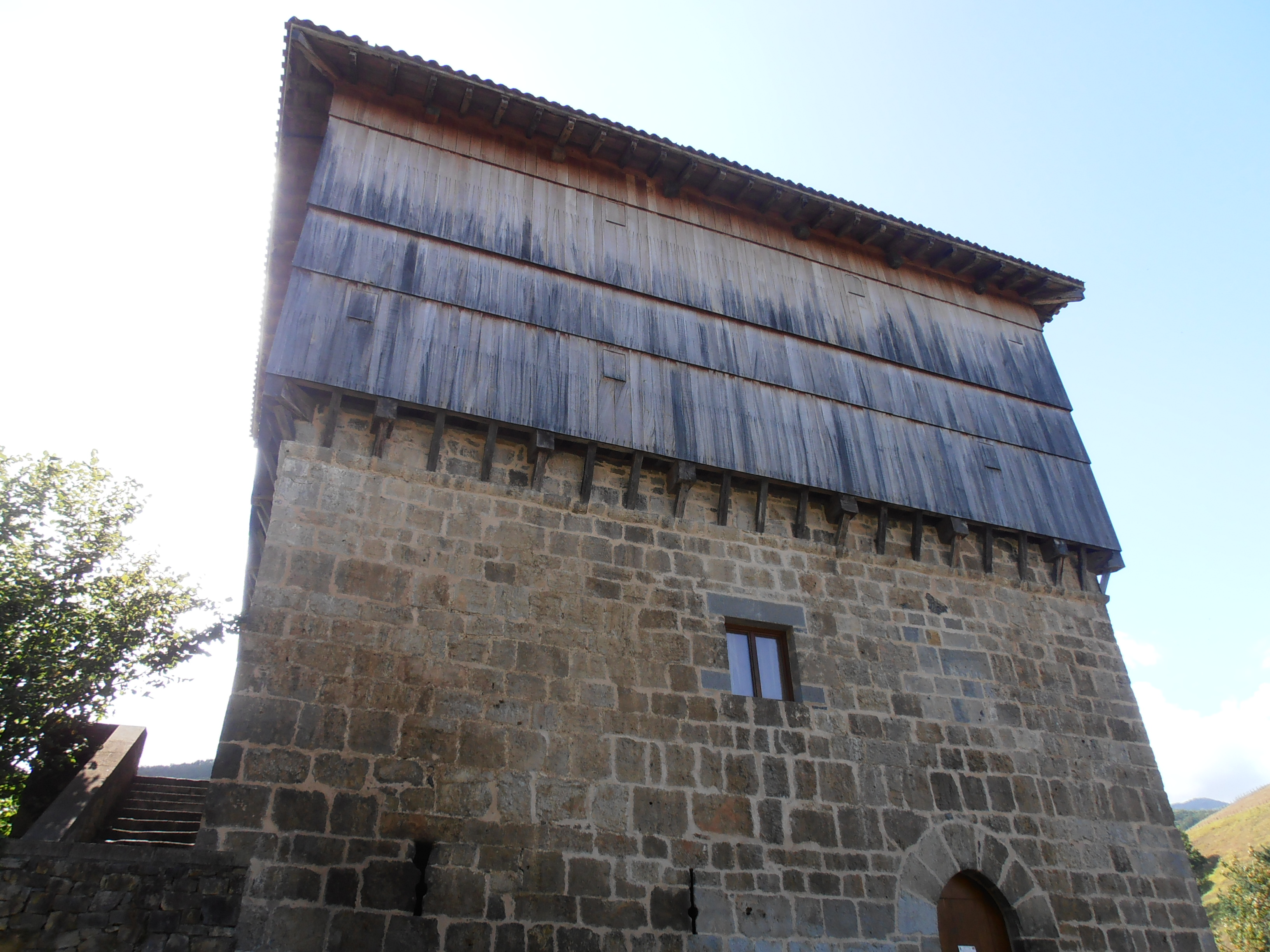
La Torre Jaureguía, en Donamaría, como ejemplo visible.

Los palacios de cabo de armería o palacios cabo de armería, también denominados casas de cabo de armería, «considerados cabeza de linaje y solares de la nobleza más antigua», es decir, «son los solares originarios de los linajes más antiguos del Reino de Navarra». Esta denominación de propietarios de solares nobiliarios originarios es privativa de Navarra aunque mantiene ciertas analogías a lo conocido en Francia como chef d´armes, en el País Vasco (Álava, Guipúzcoa y Vizcaya) como torres o de cabo de linaje de parientes mayores o en Aragón como casas alodiales de los señores. En Navarra la calidad de cabo de linaje estaba vinculada esencialmente al palacio o solar noble propiamente dicho, no tanto al individuo como ocurre en otros reinos peninsulares como en Castilla aunque, también es cierto, esta distinción era «sin una base jurídica claramente documentada» como indica el historiador Juan José Martinena Ruiz y Julio Caro Baroja, para quien además «el rico hombre es el pariente mayor, el cabo de armería en múltiples casos».

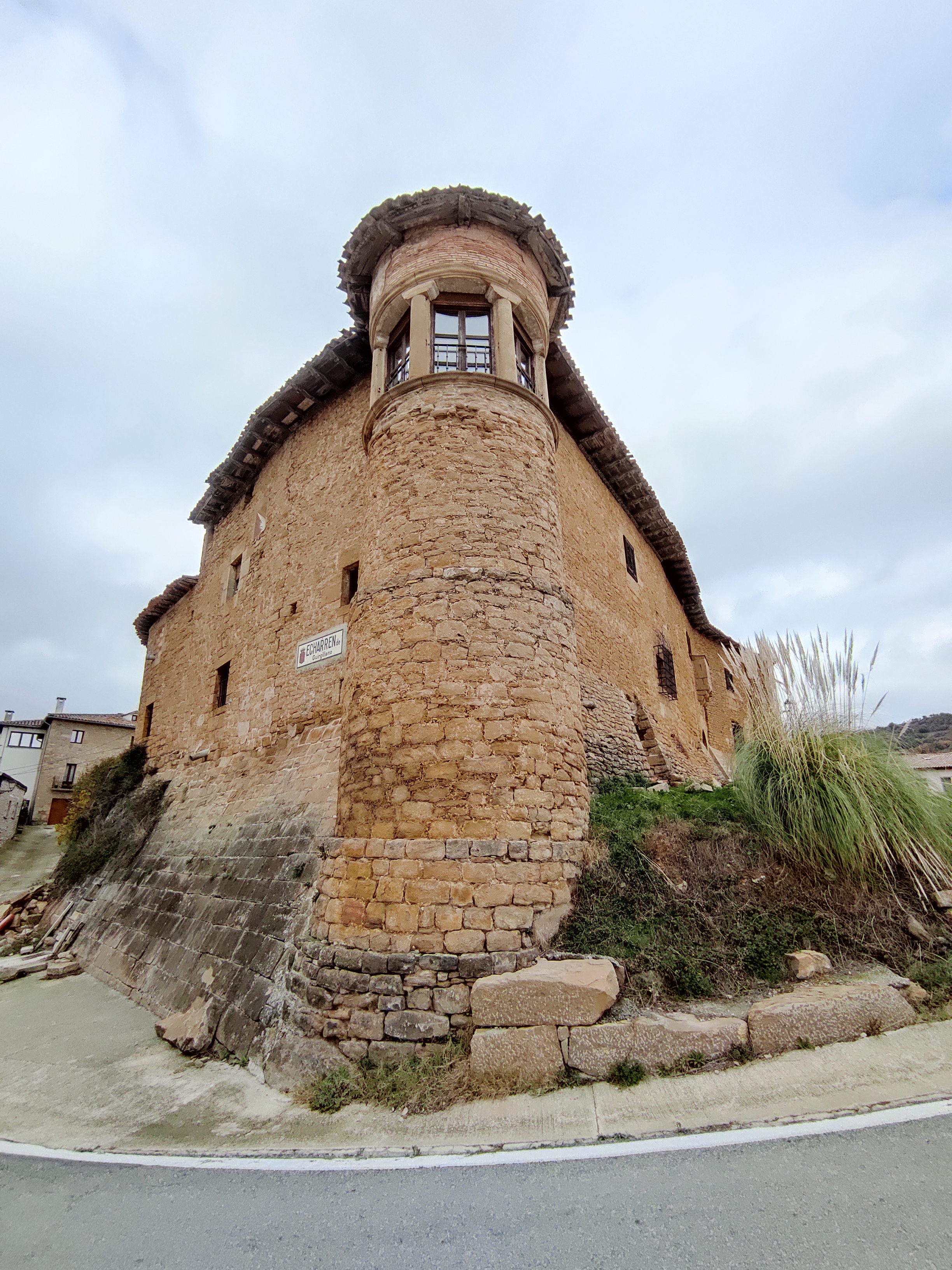
Torre sur del palacio cabo armería en Echarren de Guirguillano

## Etimología y definición
Para entender la denominación cabo de armería es oportuno consultar en el Diccionario de las palabra anticuadas de Yanguas y Miranda dos definiciones:
- «CABERIA. Caballería, sueldo que los caballeros, que la mandaban, recibían del rey: cada cabería se componía de cierto número de caballos».
- «CABERO. Caballero, soldado de á caballo».

Yanguas y Miranda, en su Diccionario de Antigüedades, dice que «eran aquellas casas solares donde los nobles ponían escudos de sus armas». Más adelante detalla que «los dueños de los palacios de Cabo de Armería se titulaban también caballeros gentiles hombres cabos de linage; esto es, primogénito o cabezas de las casas nobles», añadiendo a continuación que «eran esentos de pagar cuarteles y donativos, y disfrutaban de asiento en Cortes».  Pero «los dueños de los Cabo de Armería, que hubieran de entrar a serlo, deben tener todas las calidades de nobleza que se requieren para llamamientos a Cortes».
Inherentes había también ciertos derechos señoriales como el derecho de asilo, exenciones de alojamientos de tropas, cobro de pechas, así como poseer armas en cantidad suficiente para que los habitantes y vecinos de la jurisdicción se pudieran armar —la «armería»— cuando eran llamados a apellido.
García de Góngora y Torreblanca (quizá el seudónimo de Juan de Sada y Amézqueta), en su Historia apologética y descriptiva del Reyno de Navarra (Pamplona, 1628), aportaba «una definición bastante acertada del palacio cabo de armería: “Palacio de cauo de Armería y gentileza, que en Vizcaya y Guipúzcoa llaman de parientes mayores, es el que no tiene dependencia de otro palacio ni solar, sino que él de suyo es cabeça y origen de otras casas y familias nobles que han salido y descienden de él, y tiene como está dicho su escudo, blasones e insignias de armas y apellido noble, y que entre otras casas de hijosdalgo tiene las preeminencias y honores, asiento en Cortes y es por fueros y leyes deste reyno exempto de quarter y de otros cargos, lo que algunos solares y palacios que tienen dependencia y origen de otros no tienen”.
A diferencia de lo que sucede en Castilla, «el carácter solariego de las armas» (los escudos), se consideran propias de una casa solar, no de un linaje: «El mismo nombre de palacio cabo de armería demuestra que las armas se concebían como propiedad del palacio, y sólo a través de éste pertenecientes al dueño. Así como en Francia el chef d'armes es el cabeza de linaje -una persona física- en Navarra el cabo de armería es un palacio».

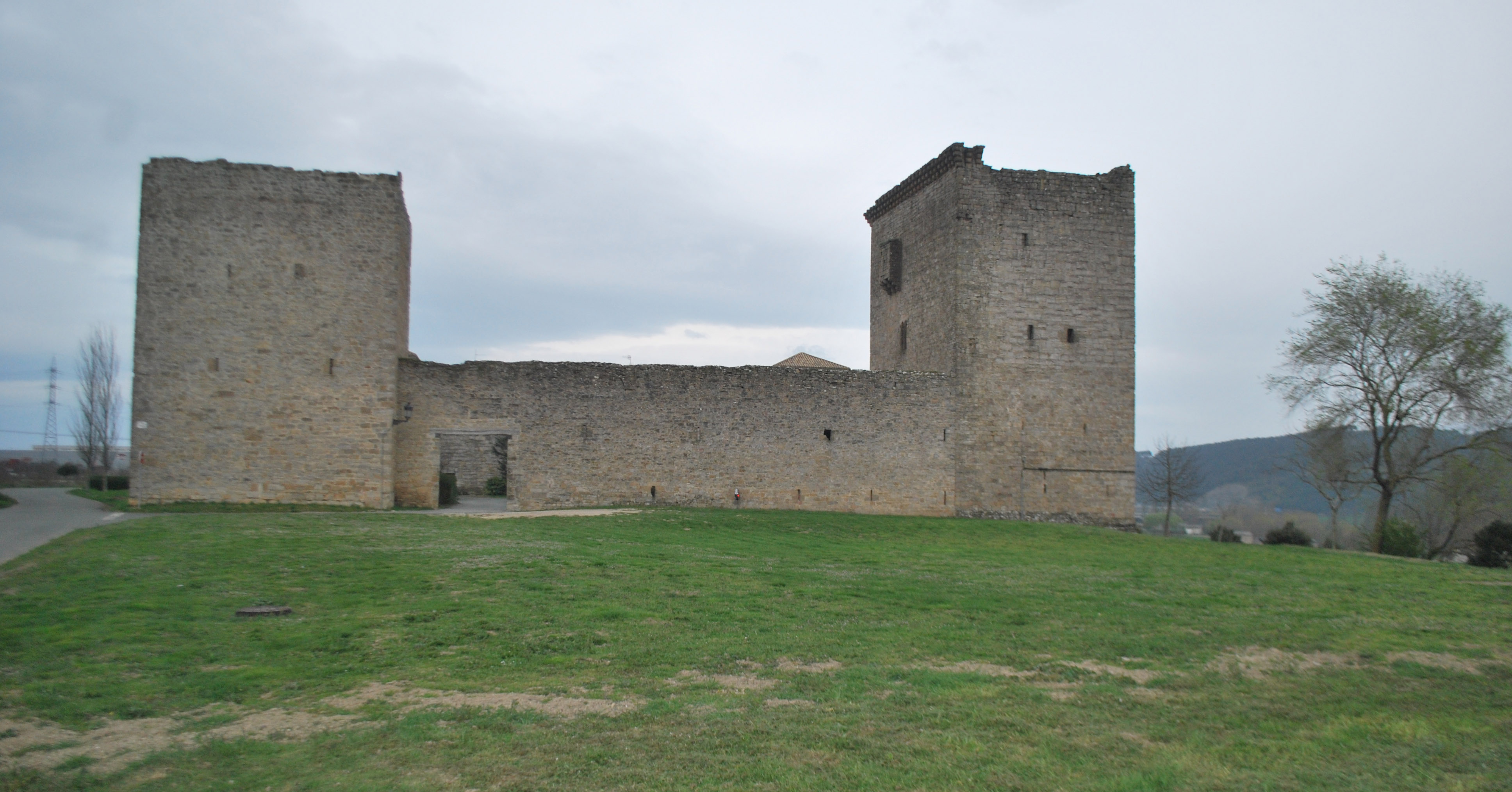
Palacio cabo de armería de Arazuri

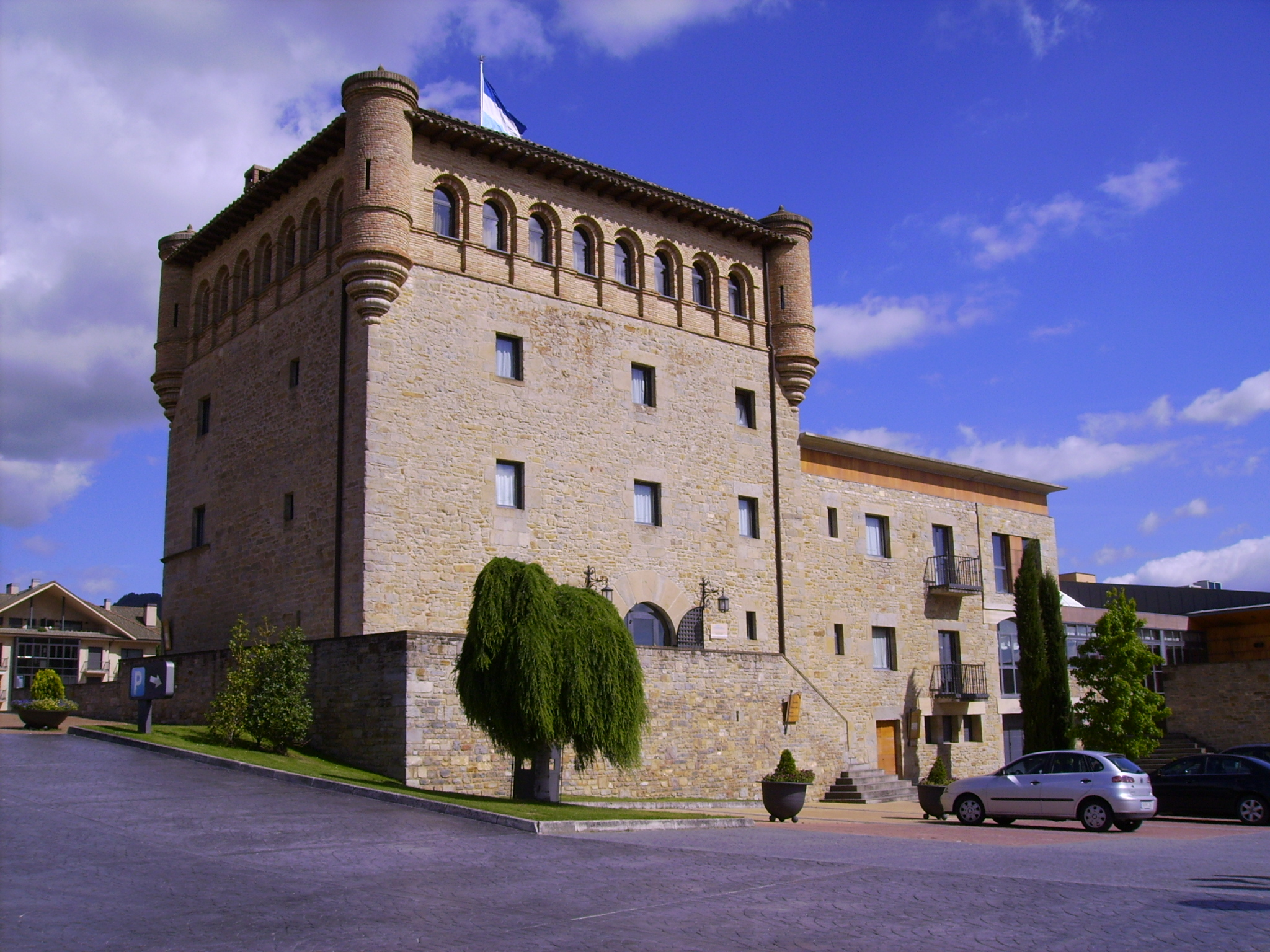
Palacio cabo de armería de Gorraiz

## Origen histórico y legendario
Son los solares originarios de los linajes más antiguos, la mayor parte de los cuales tenían «el escudo de armas esculpido en su fachada –la labra heráldica o piedra armera–, emblema externo visible, público y notorio, de su nobleza e inmunidad». En los siglos XIII y XIV, y más tarde, como en el siglo XVII, algunos obtuvieron dicha calidad mediante el pago de dinero a la Corona. Sus dueños gozaban privilegios tanto honoríficos como fiscales, así como otros numerosos beneficios.
Constituyen una peculiaridad dentro del derecho nobiliario del Reino de Navarra, cuyo origen resulta aún «difícil de precisar». Un informe de la Cámara de Comptos, de 1723, los identifica con lo que el Fuero llama de caballeros poderosos. Documentalmente se registra su aparición en los siglos XII y XIII.
No falta autores que han considerado uno origen más antiguo aunque sin base documental sobre la que apoyar tales consideraciones. Hacia 1934, Julio Altadill «en su obra Castillos medioevales de Nabarra» consideraba «que los más antiguos nacieron cuando los vascones observaron cómo los invasores romanos afianzaban sus conquistas erigiendo torres y castillos». Análogamente, unos años antes (1899-1902), Joaquín Argamasilla de la Cerda y Bayona, X marqués de Santacara, «en su Nobiliario y Armería general de Nabarra sitúa el origen a comienzos del siglo VIII, momento en que, según él, surgen como "asiento de los caudillos baskones que iniciaron la reconquista de España al mismo tiempo que el godo Pelayo la iniciaba en los montes asturianos"». Pero lo que argumentaba Argamasilla se venía afirmando dos siglos antes, en 1714, por Francisco de Elorza y Rada en su obra Nobiliario de la Valdorba donde afirmaba que «los nobles de esta tierra, “cada uno en su distrito comenzó la restauración levantando casas fuertes donde se refugiaban, y de donde con más seguridad incomodaban a sus enemigos”. Y añade: “Estas casas fuertes son los verdaderos solares de la nobleza de España… En Navarra las casas fuertes solariegas se llaman palacios”».

## Relación de palacios

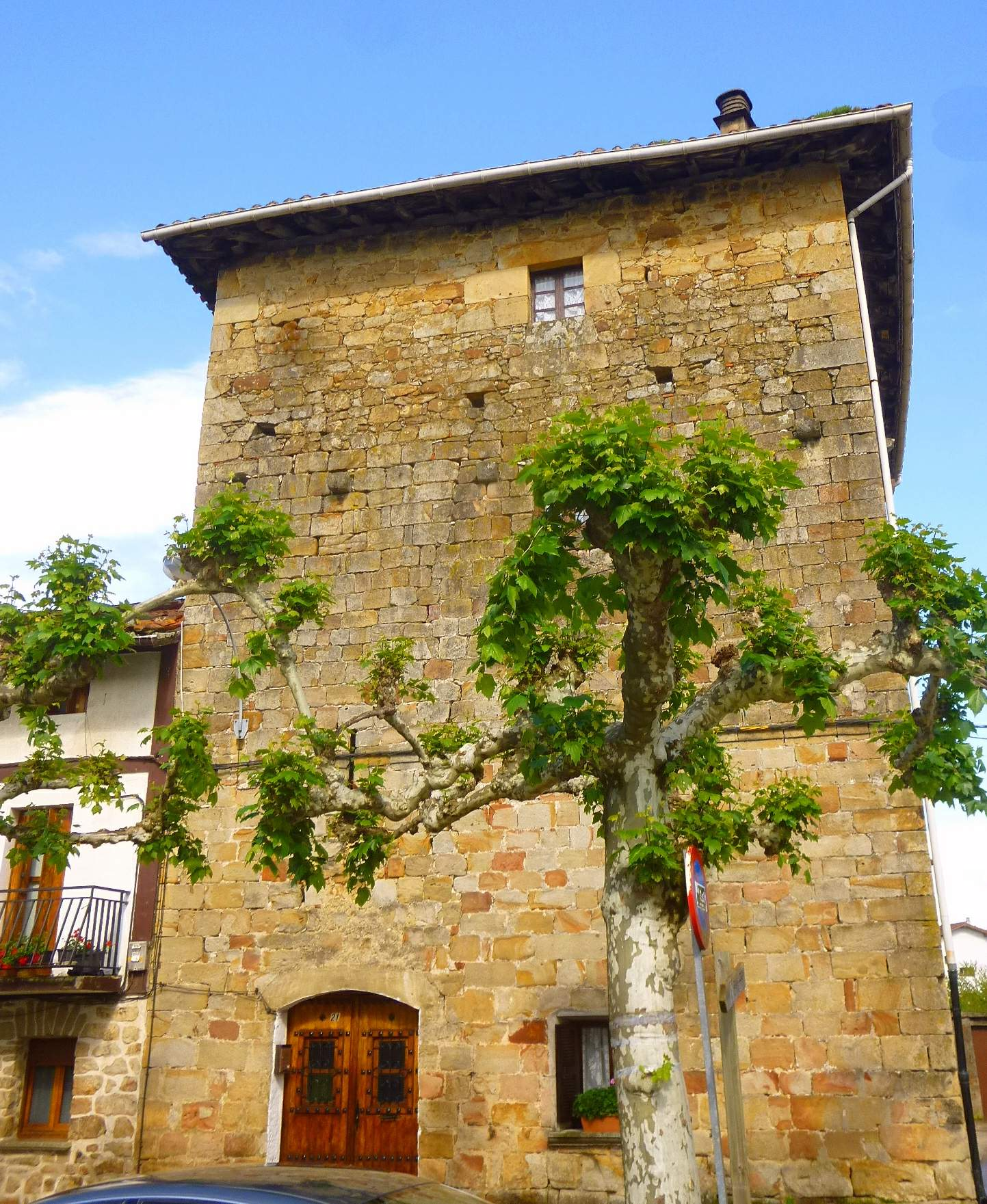
Arbizu - Palacio cabo de armería

El número total de tales palacios ha ido evolucionando desde principios del siglo XVI. Hacia el año 1500 había un total de 119, a saber, 50 en la merindad de Pamplona, 40 en la merindad de Sangüesa, 15 en la de merindad de Estella, 10 en la merindad de Olite y 4 en la de merindad de Tudela. Yanguas y Miranda menciona que «en 1637 constan que existían en Navarra 197 palacios, esto es, 72 en la merindad de Pamplona, 33 en la de Estella, 4 en la de Tudela, 72 en la de Sangüesa, y 16 en la de Olite» dando una relación de lugares. A finales del siglo XVIII, en 1780, había 192 palacios considerados así sobre un total de casi 300 palacios existentes: 83 en la merindad de Pamplona, 58 en la merindad de Sangüesa, 31 en la de merindad de Estella, 14 en la merindad de Olite y 6 en la de merindad de Tudela.
| Merindad | 1500 | 1637 | 1723 | 1780 | 1799 |
| -------- | ---- | ---- | ---- | ---- | ---- |
| Pamplona | 50   | 72   | 70   | 83   | 128  |
| Sangüesa | 40   | 72   | 46   | 58   | 79   |
| Estella  | 15   | 33   | 24   | 31   | 46   |
| Olite    | 10   | 16   | 14   | 14   | 23   |
| Tudela   | 4    | 4    | --   | 6    | 9    |
| TOTAL    | 119  | 197  | 154  | 192  | 285  |

La forma en los que se han conservado estos palacios va desde antiguas torres defensivas medievales hasta casas señoriales de estilos diferentes. Con todo, a pesar de haberse solicitado reiteradas veces, no hay una relación precisa. Así se refleja por el virrey conde de Santesteban en abril de 1654, cuando solicitó a las Cortes de Navarra le aclarasen sobre «quales son los palacios de cavo de armería, porque aunque está muchas vezes pedido por ley que se declare quales son, nunca esta declaración se ha hecho».
En esta relación no se han incluido, por las fechas, los palacios, o salas –denominación específica de la zona– correspondientes a Ultrapuertos (luego Baja Navarra). Yanguas afirma en el Diccionario de que eran 30 lo cual, comparado con otras zonas mayores, es una proporción extraordinaria.

## Derechos y deberes asociados

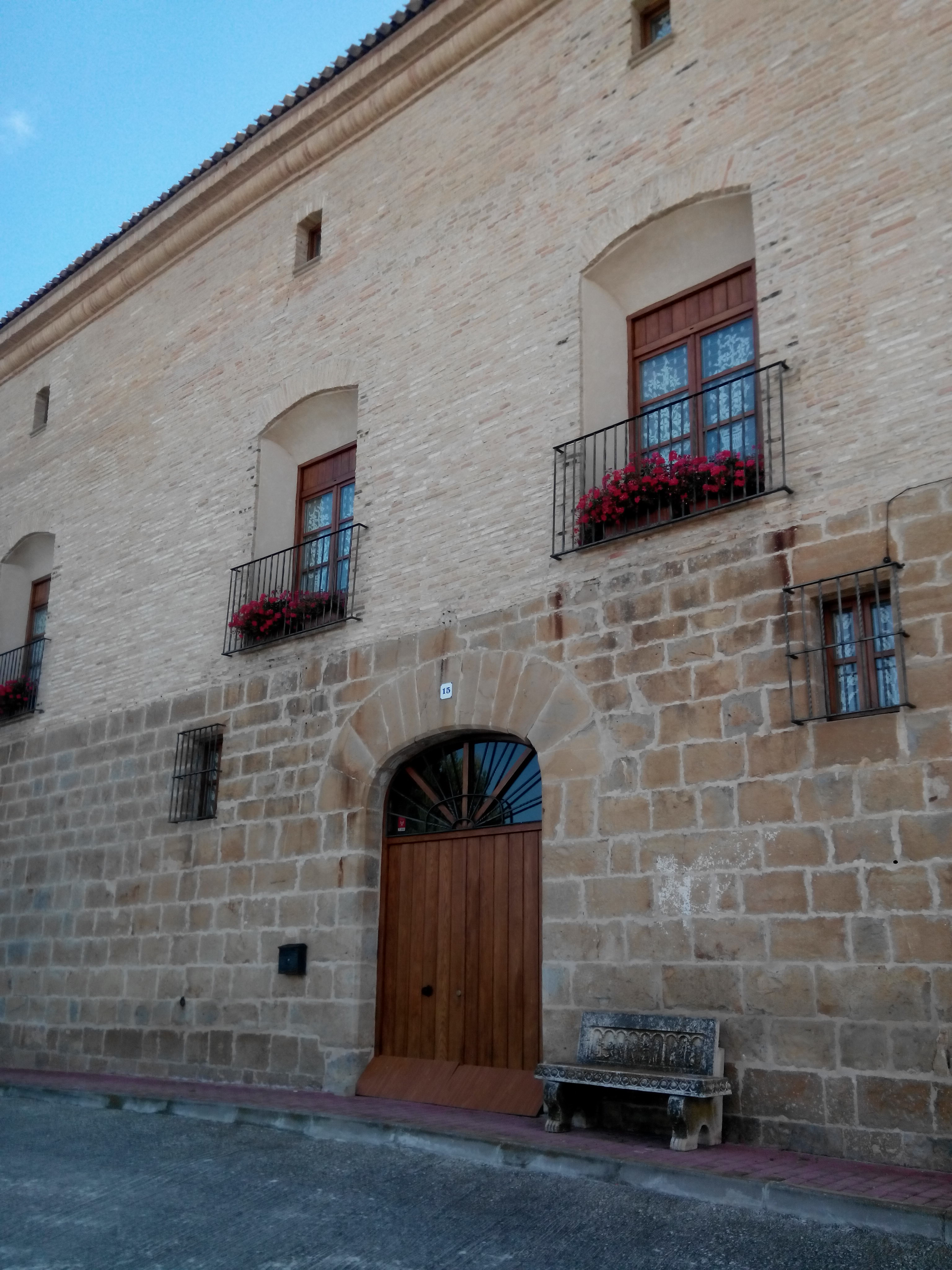
Palacio cabo de armería de Óriz

Por regla general, «eran de origen medieval, a excepción de algunos que alcanzaron la calidad mediante donativos en metálico hechos a la Corona en momentos de penuria de la Real Hacienda, abuso característico del siglo XVII que denunciaron las Cortes [de Navarra] en 1695».
Aunque tal condición conllevaba ingresos fiscales para la corona, también suponía estar «exentos del pago de cuarteles y de cualquier otra contribución, así como de hueste, labores concejiles y alojamiento de tropas. Los palacianos tenían derecho doble a doble porción en los aprovechamientos comunales, incluso de los pastos y aguas de otros lugares con la vecindad forana».
A todo ello se sumaban otras ventajas en el plano honorífico: «preeminencias en la iglesia: asiento y sepultura en el lugar más distinguido y preceder en las ofrendas, procesiones y rogativas al resto de vecinos».